# Żuchlów
Żuchlów – wieś w Polsce, położona w województwie dolnośląskim, w powiecie górowskim, w gminie Niechlów.

## Podział administracyjny
W latach 1975–1998 miejscowość administracyjnie należała do województwa leszczyńskiego.

## Położenie
Miejscowość leży przy drodze wojewódzkiej nr 324.

## Religia
W Żuchlowie znajduje się kościół i siedziba parafii, należącej do dekanatu Góra zachód, archidiecezji wrocławskiej.

## Zabytki
Do wojewódzkiego rejestru zabytków wpisane są obiekty:
- kościół ewangelicki, obecnie rzymskokatolicki parafialny pw. Zesłania Ducha Świętego, z 1872 r.
- wiatrak-młyn (nr 21), murowano-drewniany, z 1745 r.

## Galeria

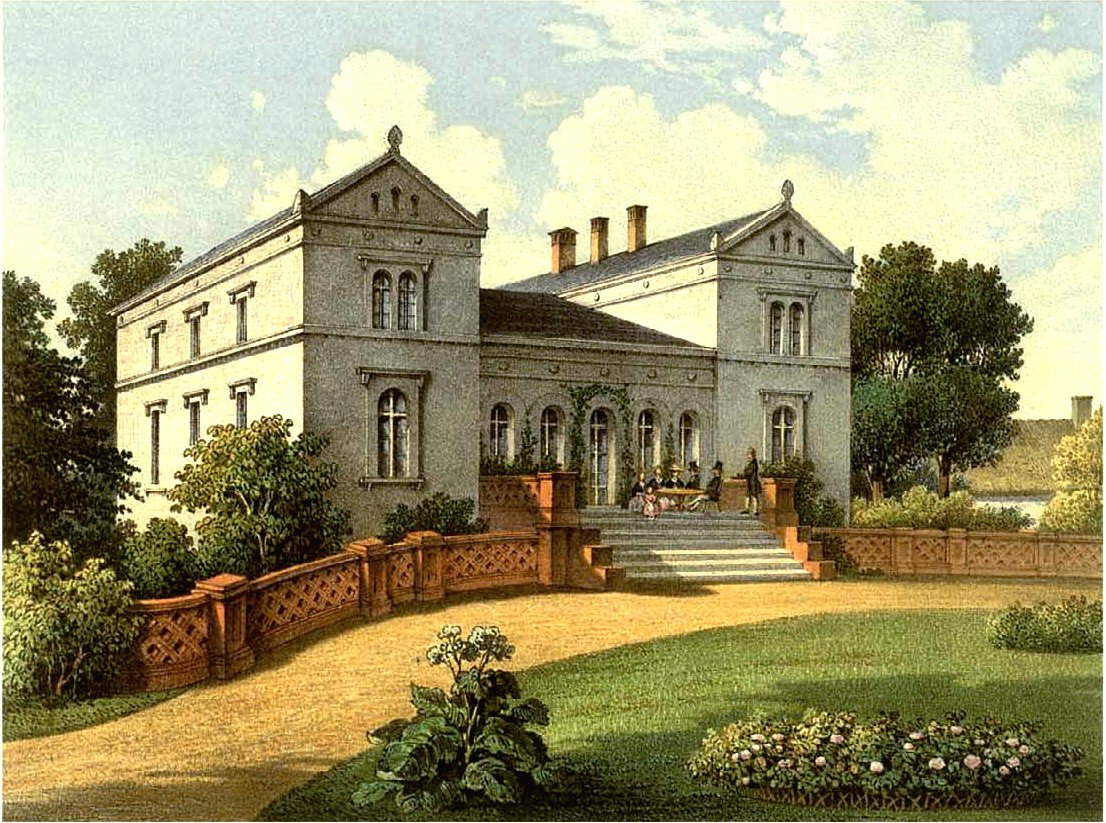
Dwór w Żuchlowie w 2. poł. XIX w.
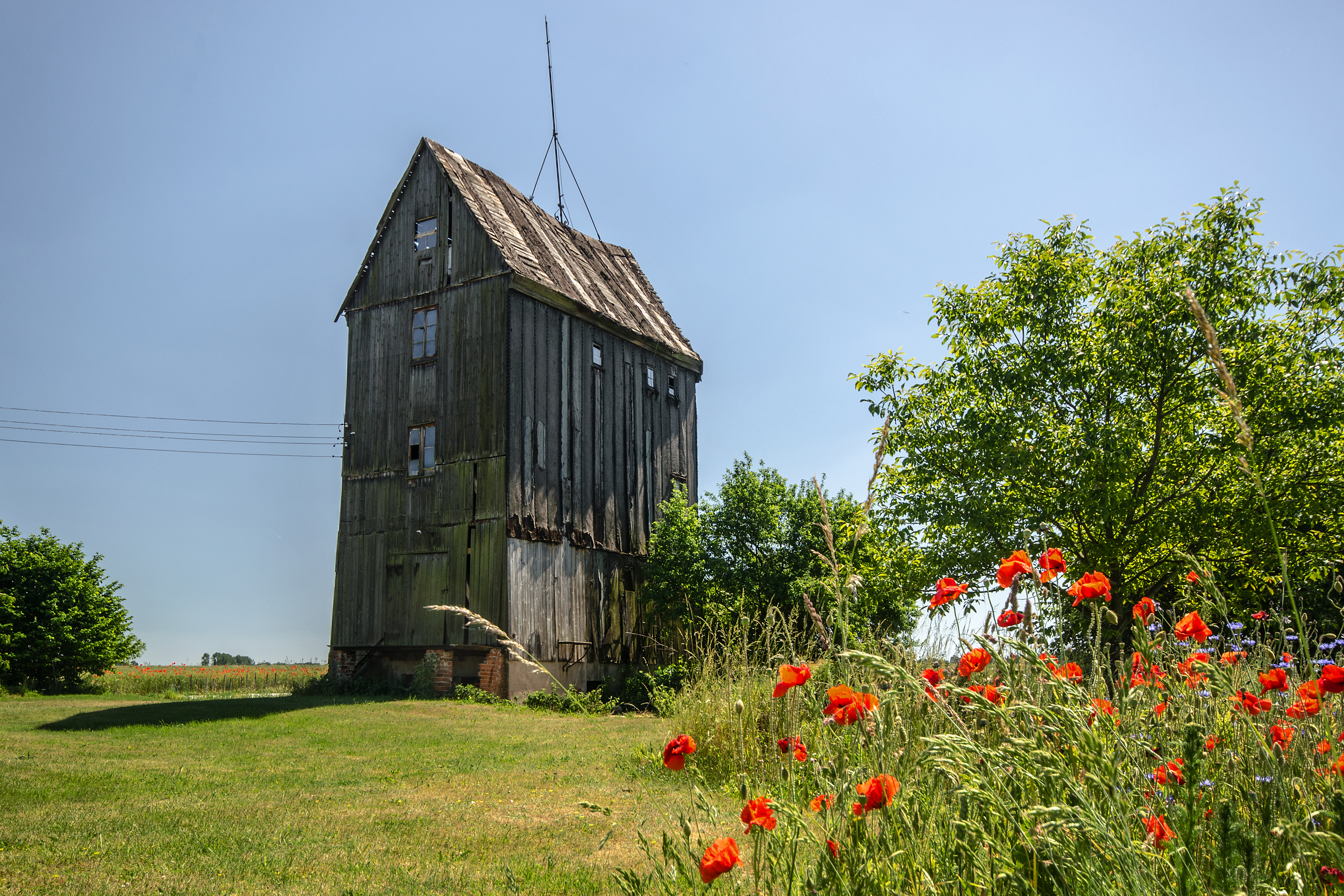
Wiatrak-młyn w Żuchlowie